# ラリー&リー
『ラリー&リー』（Larry & Lee）は、アメリカ合衆国のフュージョン・ギタリスト、リー・リトナーとラリー・カールトンが1995年に連名で発表したスタジオ・アルバム。日本で先行発売された。

## 背景
リトナーとカールトンは、過去にスタジオ・ミュージシャンとして同じアルバムに参加したこともあり、スティーリー・ダンのアルバム『彩（エイジャ）』（1977年）収録曲「ディーコン・ブルース」では両名の演奏がフィーチャーされているが、正式なコラボレーションは本作が初めてである。
本作にはリトナーとカールトンのオリジナル曲が5曲ずつ持ち寄られ、唯一両名が共作した「ロウ・ステッピン」では、カールトンの曲「ハイ・ステッピン」（1986年のアルバム『アローン・バット・ネヴァー・アローン』収録）のイントロのサンプリングが使用された。また、「L.A.アンダーグラウンド」では、リトナーのアルバム『ウェス・バウンド』（1993年）からのオルガンおよびドラム・サウンドのサンプリングが使用された。

## 反響・評価
アメリカでは『ビルボード』のコンテンポラリー・ジャズ・アルバム・チャートで2位に達した。第38回グラミー賞では最優秀コンテンポラリー・ジャズ・パフォーマンス賞にノミネートされた。
スコット・ヤナウはオールミュージックにおいて5点満点中3.5点を付け「2人のギタリストが申し分なく互いを補完し合っており、ウェス・モンゴメリーからの影響がほのめかされているのに加えて、ジョー・パスに捧げられた曲もある」「全体的に軽めの音楽で、そこそこ心地好いが、特に刺激的な瞬間はない」と評している。また、『CDジャーナル』のミニ・レビューでは「ラリーとリーは力任せに弾かず、湧きでる心のブルースで会話しているかのよう。フレッシュな大人の味」と評されている。

## 収録曲
1. 3. 5. 7. 9.はリー・リトナー作曲、4. 6. 8. 10. 11.はラリー・カールトン作曲、2.はリトナーとカールトンの共作。
1. クロスタウン・キッズ - "Crosstown Kids" - 5:02
2. ロウ・ステッピン - "Low Steppin'" - 6:25
3. L.A.アンダーグラウンド - "L.A. Underground" - 5:48
4. クローズド・ドアー・ジャム - "Closed Door Jam" - 5:01
5. アフター・ザ・レイン - "After the Rain" - 4:44
6. リメンバリングJ.P.（ジョー・パスへ捧ぐ） - "Remembering J.P." - 4:48
7. ファン・イン・ザ・ダーク - "Fun in the Dark" - 5:25
8. ロッツ・アバウト・ナッシン - "Lots About Nothin'" - 6:15
9. テイク・ザット - "Take That" - 4:55
10. アップ・アンド・アダム - "Up and Adam" - 6:11
11. リフレクション・オブ・ア・ギター・プレイヤー - "Reflection of a Guitar Player" - 5:53

## 参加ミュージシャン
- リー・リトナー - ギター(all songs)、シンセサイザー(on #3, #5)、オルガン・サンプリング(on #3)、ベース(on #5)、ドラム・プログラミング(on #5)
- ラリー・カールトン - ギター(all songs)、キーボード(on #10, #11)
- デヴィッド・ウィザム - キーボード(on #1, #2, #3, #5, #7, #10)
- グレッグ・フィリンゲインズ - キーボード(on #1, #7, #9, #11)
- リック・ジャクソン - キーボード(on #4, #6, #8)
- メルヴィン・デイヴィス - ベース(#5を除く全曲)
- オマー・ハキム - ドラムス(on #1, #4, #6, #7, #8, #9, #11)
- ハーヴィー・メイソン - ドラムス(on #2, #3, #5, #10)
- カシオ・デュアルテ - パーカッション(on #1, #2, #3, #7)
- ジェリー・ヘイ - トランペット(on #1, #3, #7, #9)、フリューゲルホルン(on #5)、ホーン・アレンジ、シンセサイザー・アレンジ
- ゲイリー・グラント - トランペット(on #1, #3, #7, #9)、フリューゲルホルン(on #5)
- ラリー・ウィリアムズ - テナー・サクソフォーン(on #1, #3, #7, #9)、シンセサイザー(#1, #2, #3, #7)
- ビル・ライヒェンバッハ - トロンボーン(on #1, #3, #5, #7, #9)